# Scarus
Genre
Scarus est un genre de poissons marins de la famille des Scaridae ; ils sont communément appelés « poissons-perroquets ».

## Description et caractéristiques
Ce sont des poissons-perroquets typiques, souvent bleus à l'âge adulte (qui est le stade mâle) équipés d'un bec dur qui leur sert à gratter le corail ou broyer d'autres nourritures dures (même s'ils se nourrissent aussi d'herbes marines et d'algues, comme celles du genre Halimeda). On peut les distinguer de leurs cousins du genre Chlorurus par un bec généralement moins prononcé et un front moins bombé, cette différence étant rendue visible surtout chez les vieux individus : en effet, ils font partie des poissons-perroquets « gratteurs » (scrapers), dont le bec n'est généralement pas capable de laisser des traces profondes dans le corail (les autres, les « broyeurs », y laissent de profondes cicatrices). 

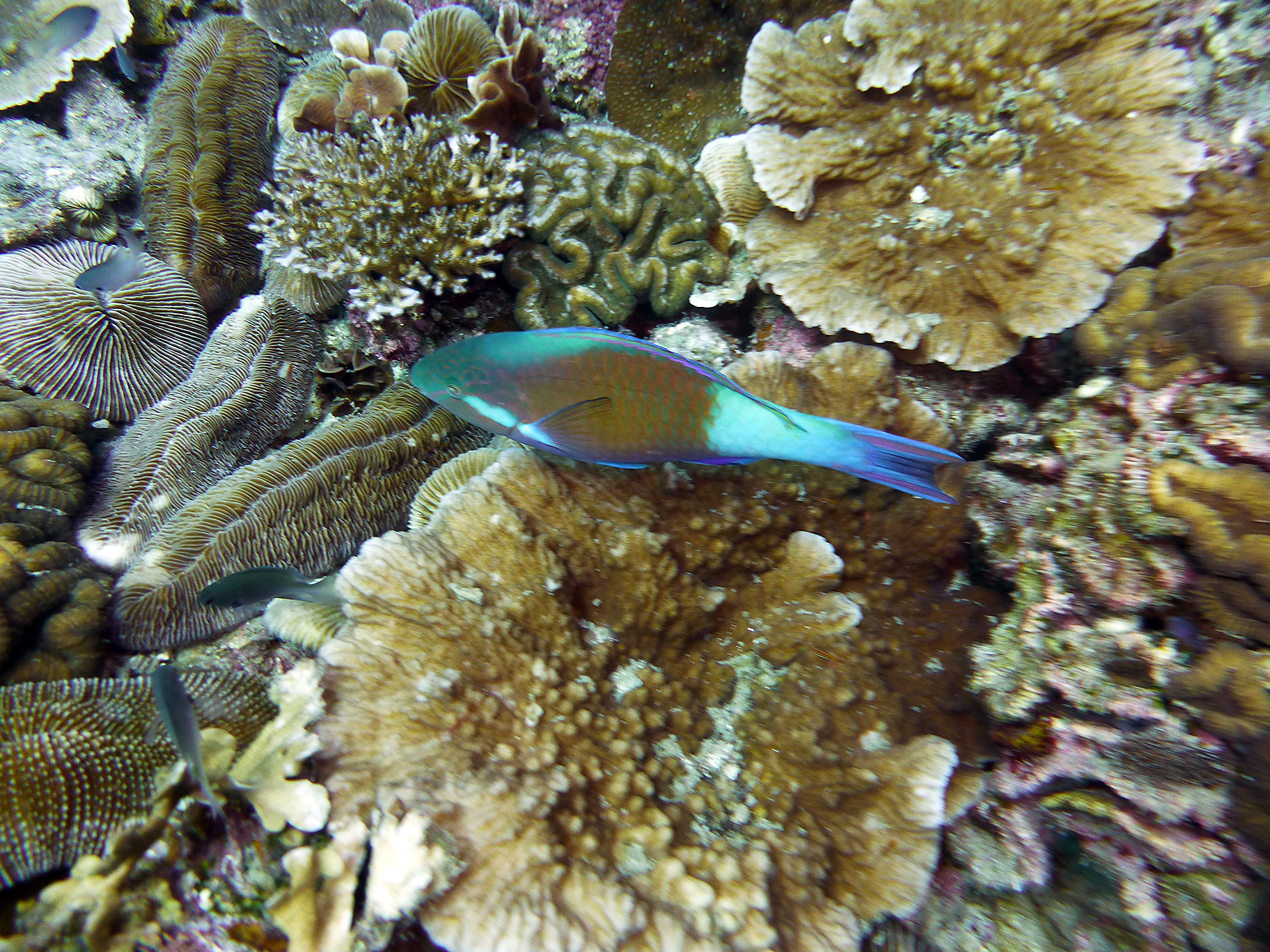
Poisson-perroquet au milieu de coraux, île de Ko Tao, Thaïlande

La livrée chromatique diffère généralement beaucoup entre le stade initial (femelle) et terminal (mâle), faisant facilement croire à deux espèces différentes et rendant d'autant plus complexe la tâche d'identification. 

## Liste des espèces
Selon FishBase (13 mai 2010) et World Register of Marine Species (13 mai 2010) :
- Scarus altipinnis (Steindachner, 1879)
- Scarus arabicus (Steindachner, 1902)
- Scarus caudofasciatus (Günther, 1862)
- Scarus chameleon Choat & Randall, 1986
- Scarus chinensis (Steindachner, 1867)
- Scarus coelestinus Valenciennes, 1840
- Scarus coeruleus (Edwards, 1771)
- Scarus collana Rüppell, 1835
- Scarus compressus (Osburn & Nichols, 1916)
- Scarus dimidiatus Bleeker, 1859
- Scarus dubius Bennett, 1828
- Scarus falcipinnis (Playfair, 1868)
- Scarus ferrugineus Forsskål, 1775
- Scarus festivus Valenciennes, 1840
- Scarus flavipectoralis Schultz, 1958
- Scarus forsteni (Bleeker, 1861)
- Scarus frenatus Lacepède, 1802
- Scarus fuscocaudalis Randall & Myers, 2000
- Scarus fuscopurpureus (Klunzinger, 1871)
- Scarus ghobban Forsskål, 1775
- Scarus globiceps Valenciennes, 1840
- Scarus gracilis (Steindachner, 1869)
- Scarus guacamaia Cuvier, 1829
- Scarus hoefleri (Steindachner, 1881)
- Scarus hypselopterus Bleeker, 1853
- Scarus iseri (Bloch, 1789)
- Scarus koputea Randall & Choat, 1980
- Scarus longipinnis Randall & Choat, 1980
- Scarus maculipinna Westneat, Satapoomin & Randall, 2007
- Scarus niger Forsskål, 1775
- Scarus obishime Randall & Earle, 1993
- Scarus oviceps Valenciennes, 1840
- Scarus ovifrons Temminck & Schlegel, 1846
- Scarus perrico Jordan & Gilbert, 1882
- Scarus persicus Randall & Bruce, 1983
- Scarus prasiognathos Valenciennes, 1840
- Scarus psittacus Forsskål, 1775
- Scarus quoyi Valenciennes, 1840
- Scarus rivulatus Valenciennes, 1840
- Scarus rubroviolaceus Bleeker, 1847
- Scarus russelii Valenciennes, 1840
- Scarus scaber Valenciennes, 1840
- Scarus schlegeli (Bleeker, 1861)
- Scarus spinus (Kner, 1868)
- Scarus taeniopterus Desmarest, 1831
- Scarus tricolor Bleeker, 1847
- Scarus trispinosus Valenciennes, 1840
- Scarus vetula Bloch & Schneider, 1801
- Scarus viridifucatus (Smith, 1956)
- Scarus xanthopleura Bleeker, 1853
- Scarus zelindae Moura, Figueiredo & Sazima, 2001
- Scarus zufar Randall & Hoover, 1995

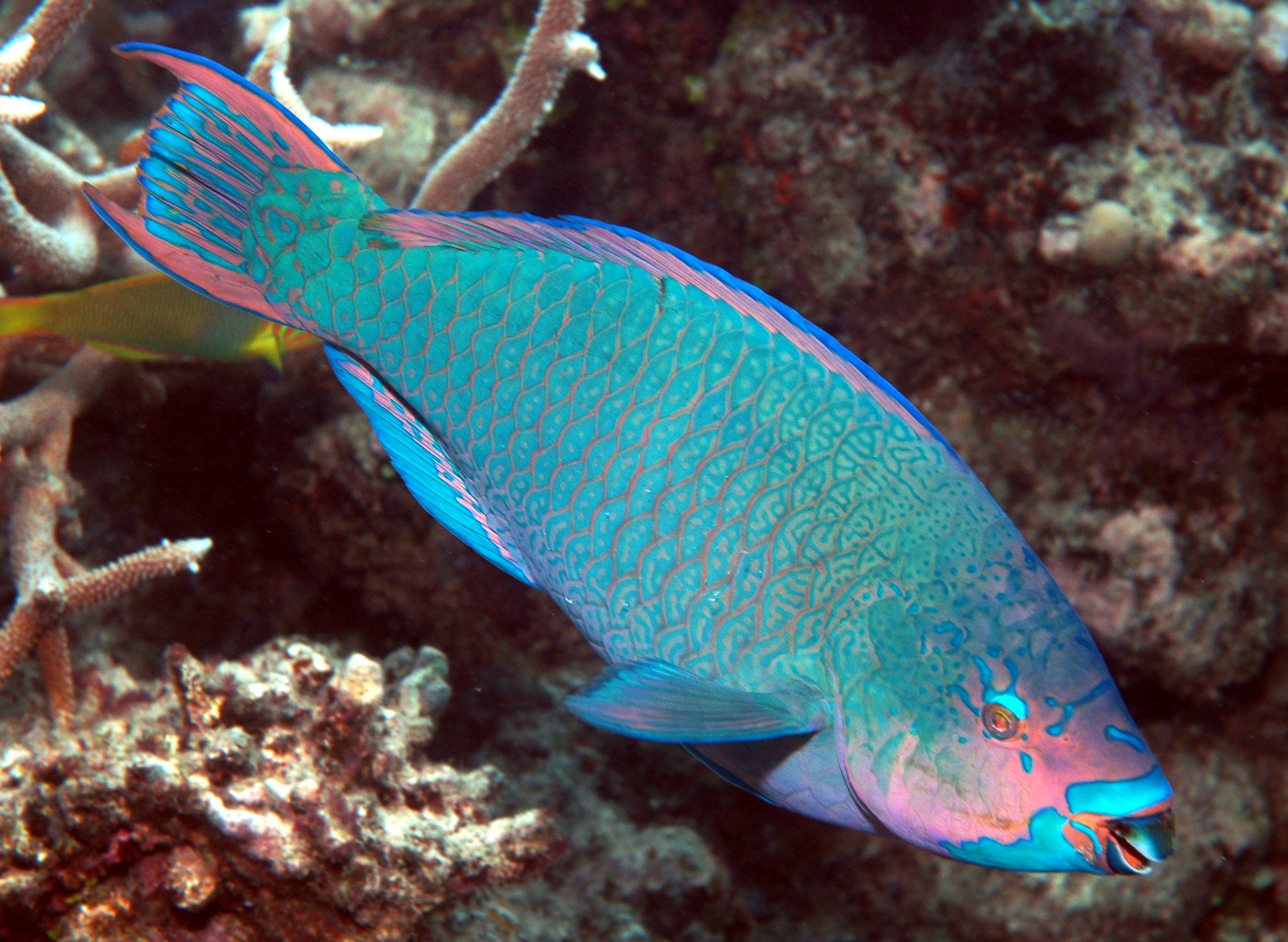
Scarus altipinnis
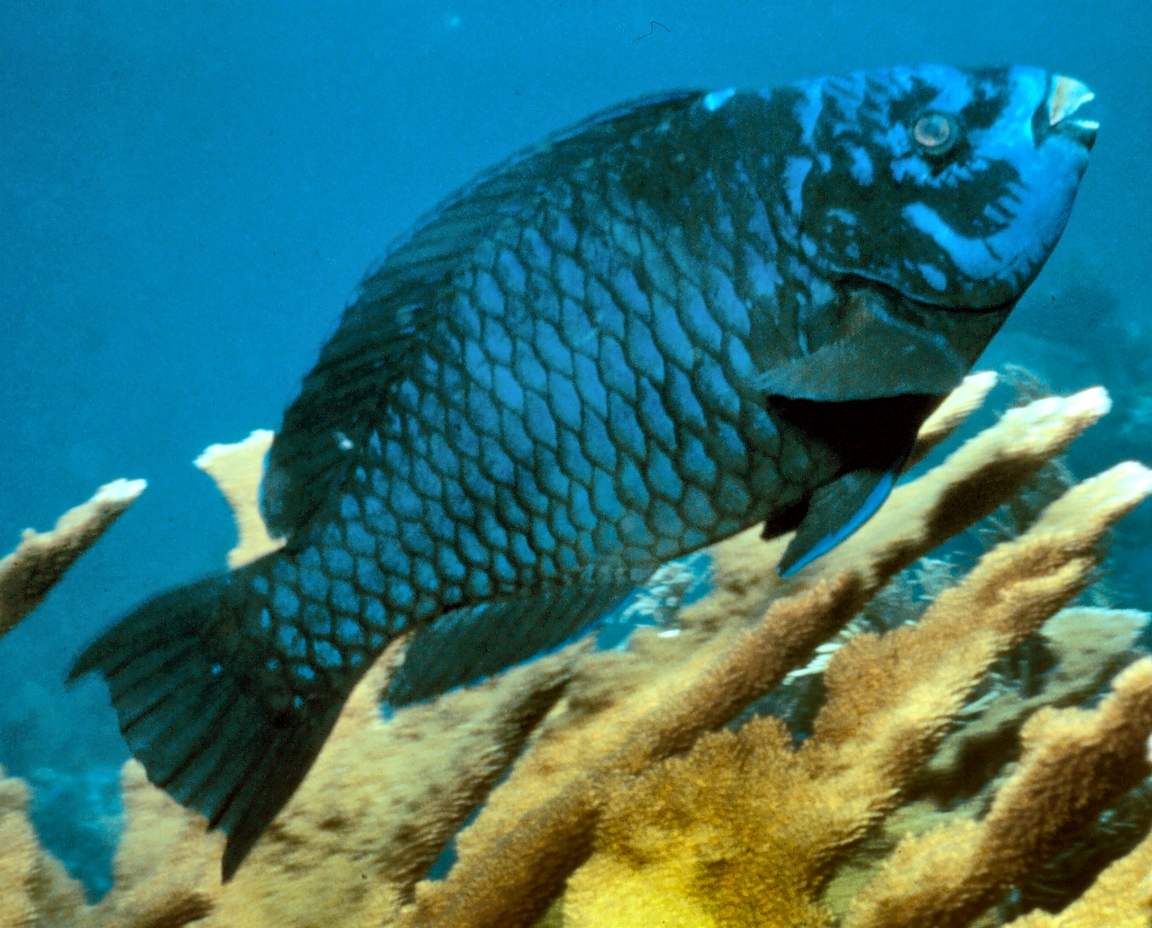
Scarus coelestinus
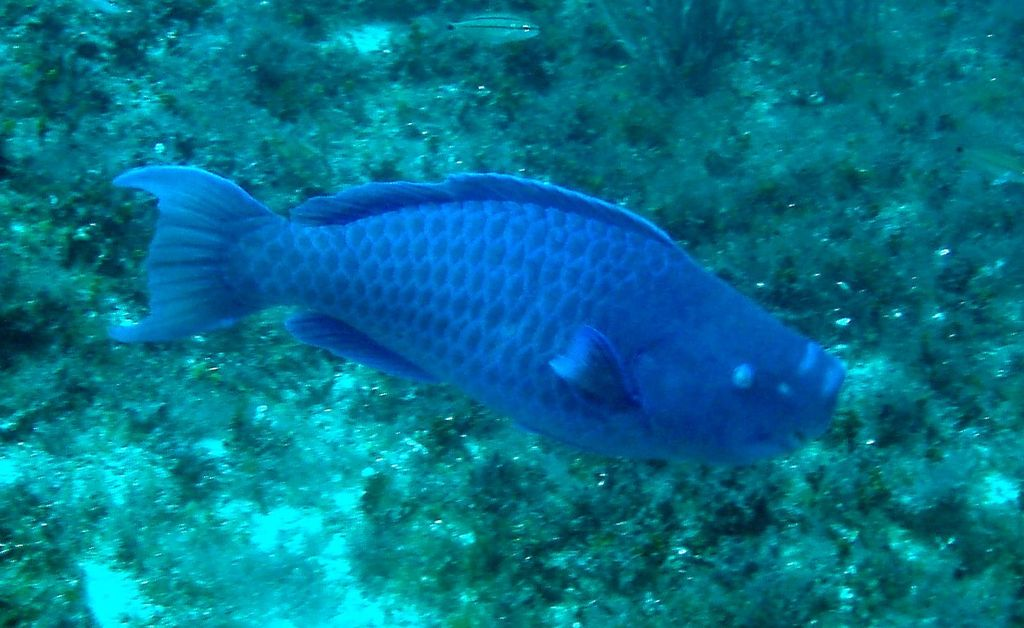
Scarus coeruleus
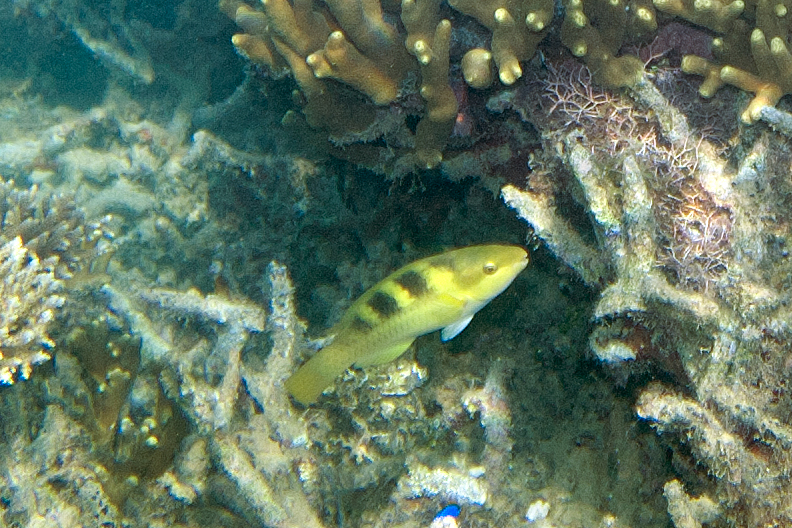
Scarus dimidiatus
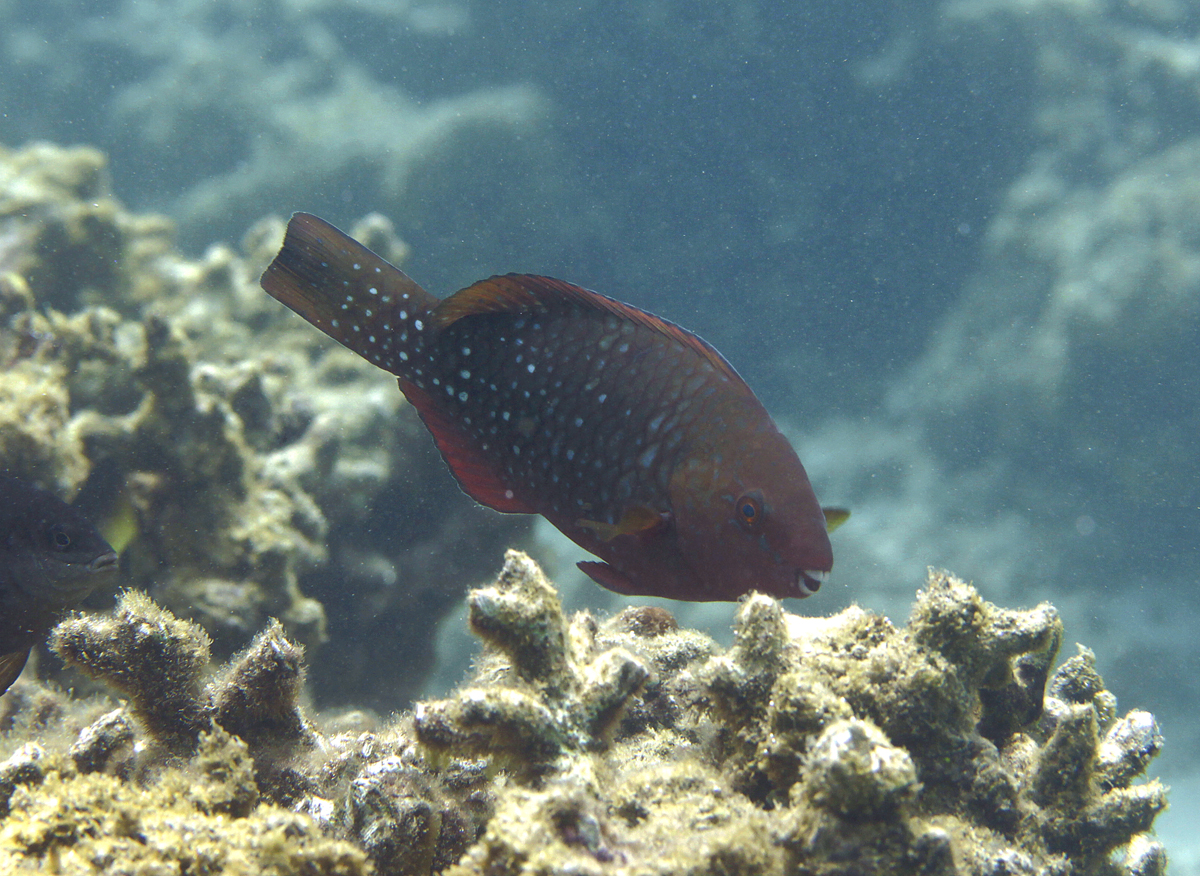
Scarus falcipinnis femelle
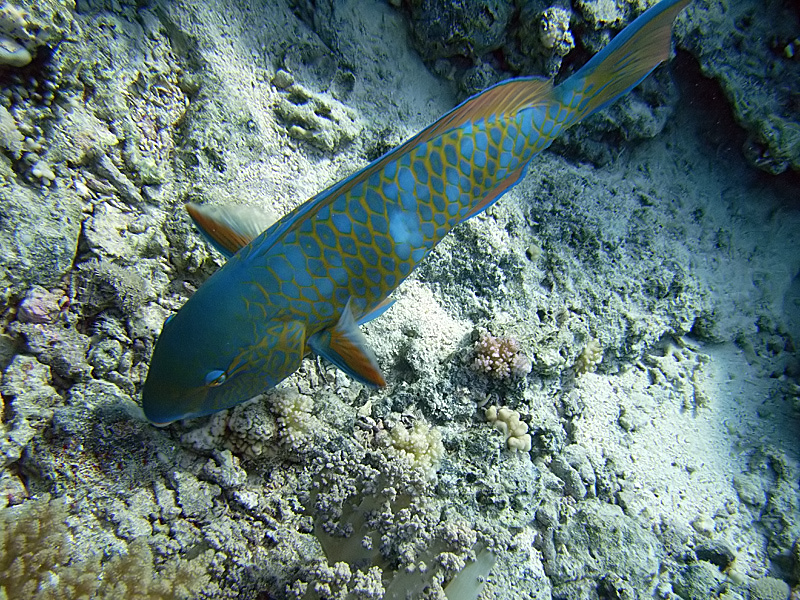
Scarus ferrugineus
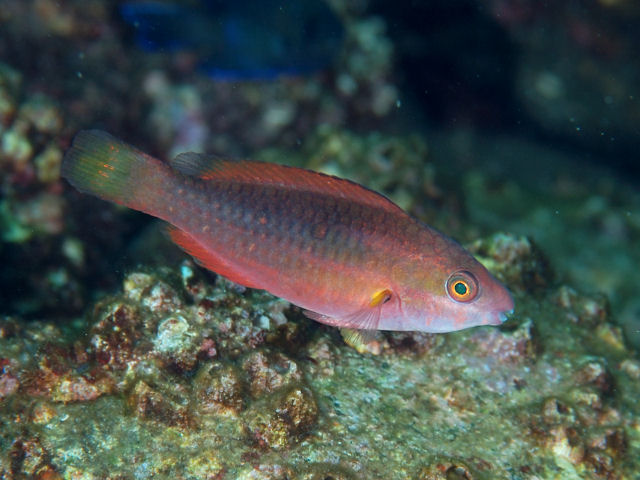
Scarus forsteni
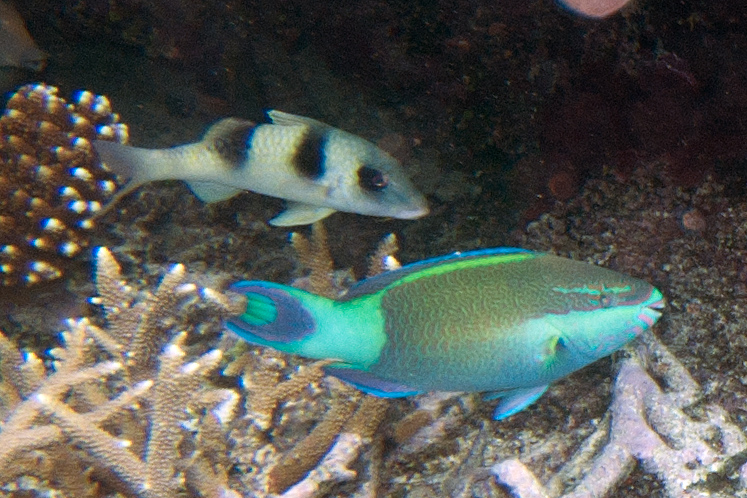
Scarus frenatus
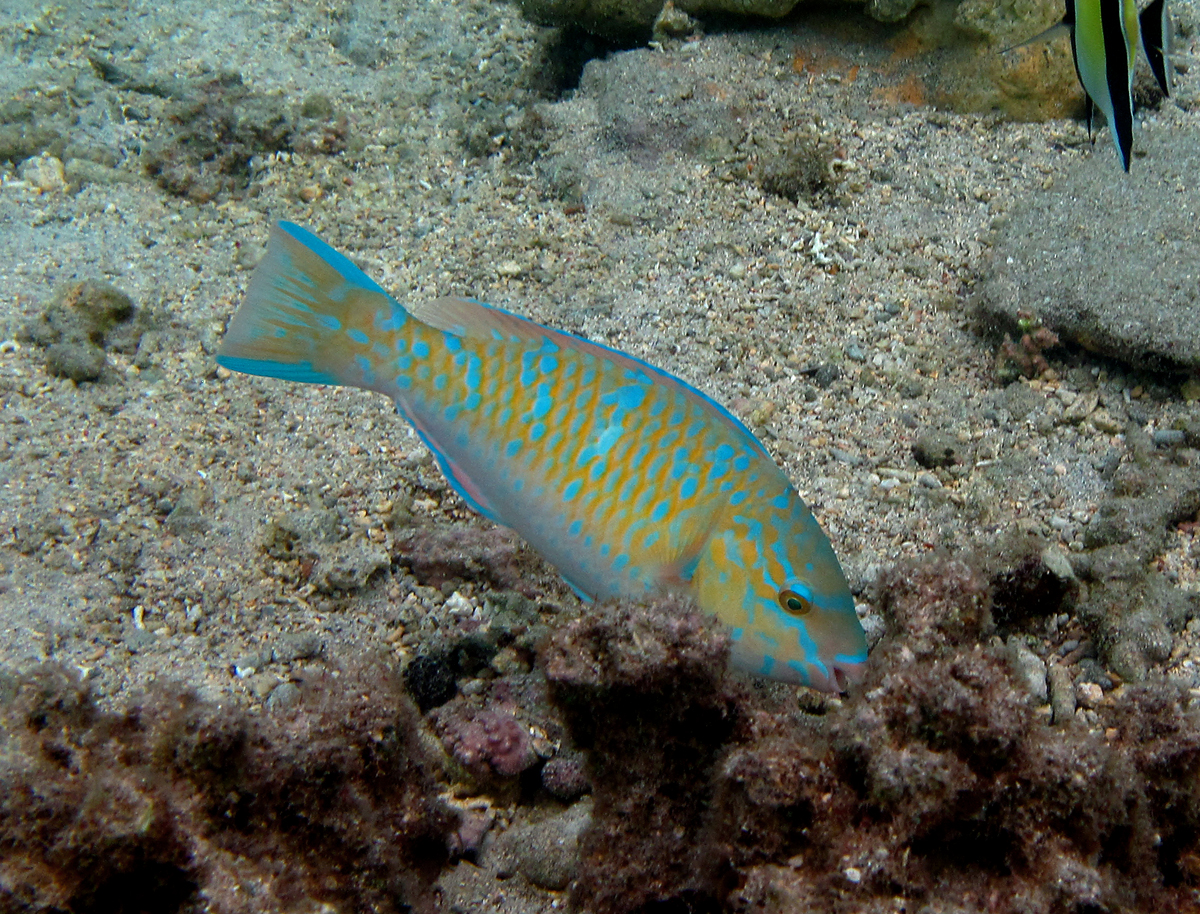
Scarus ghobban femelle
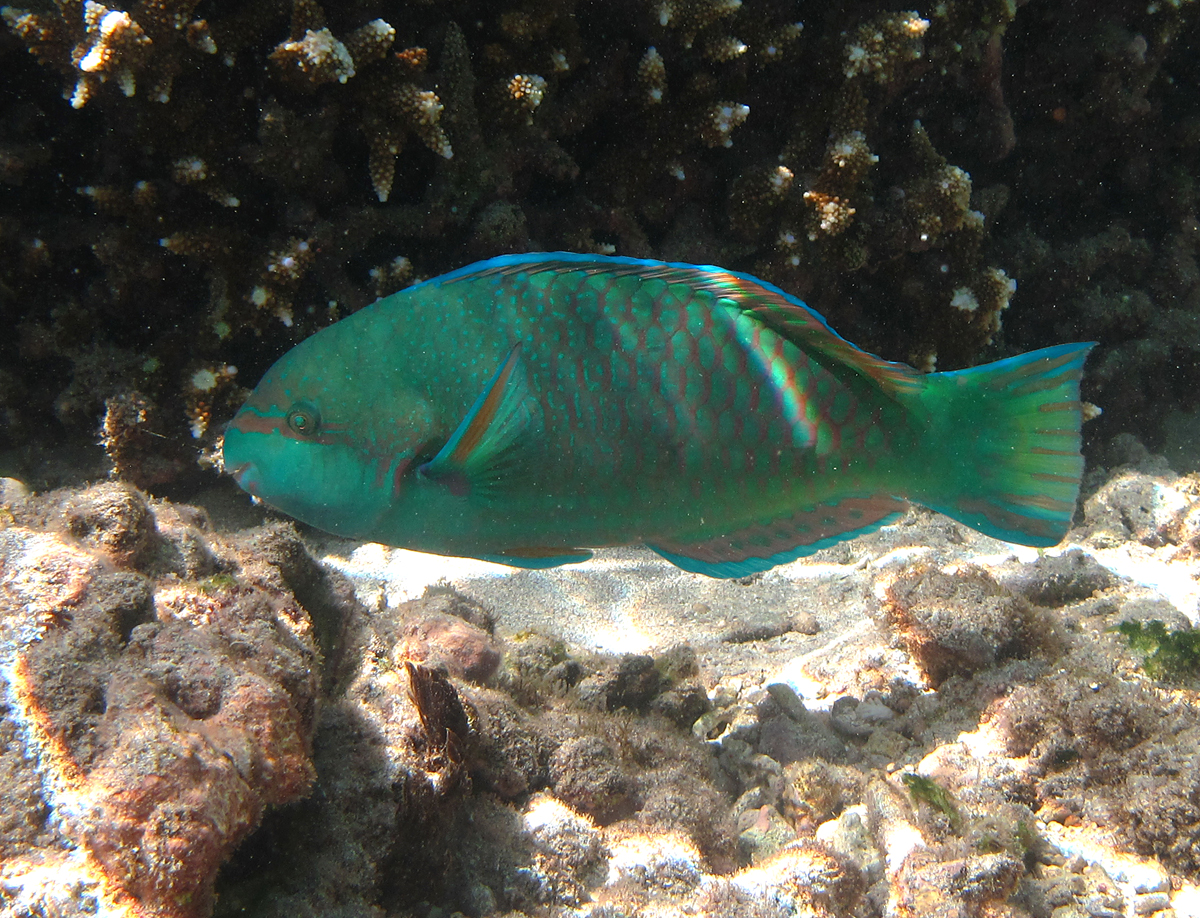
Scarus globiceps mâle
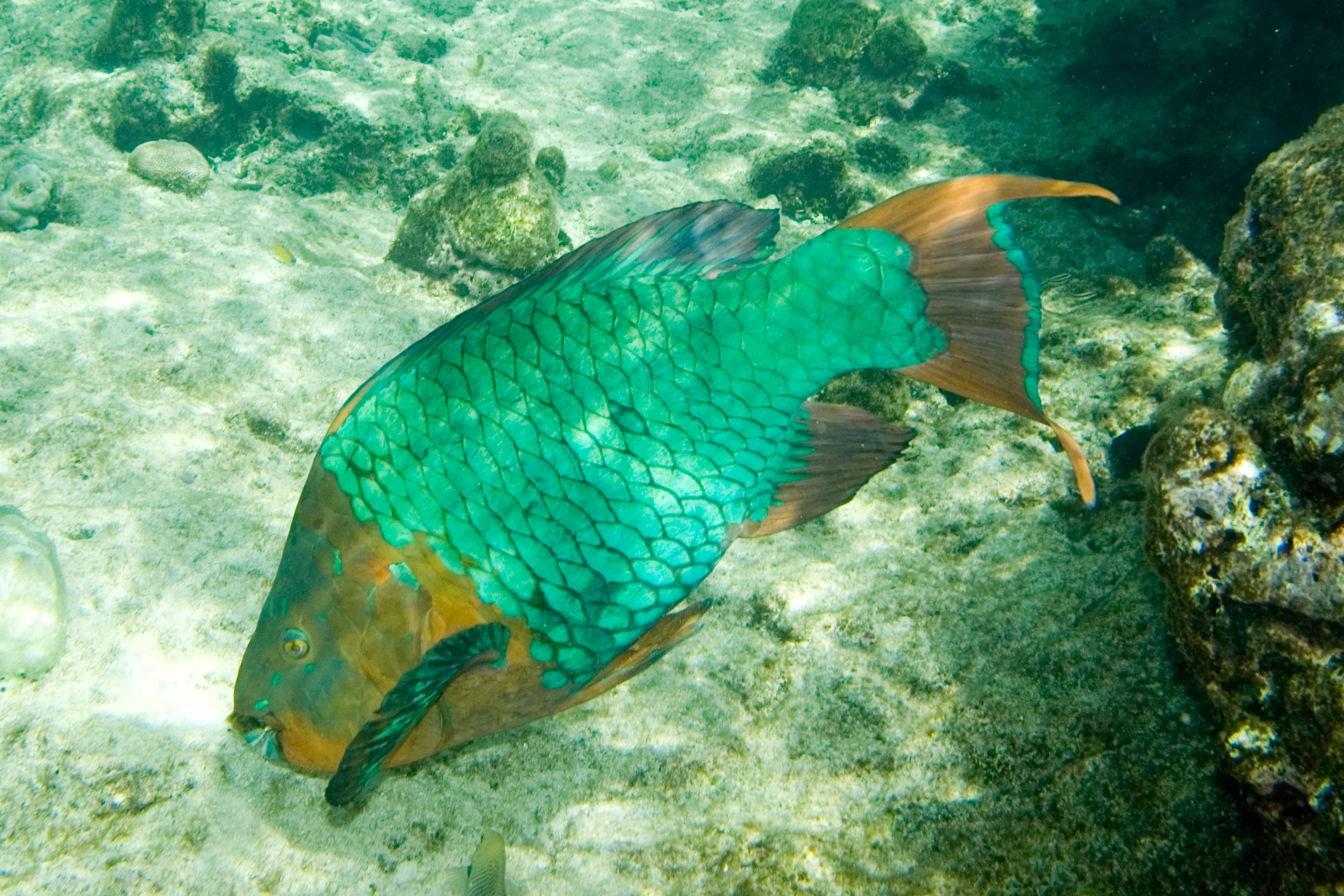
Scarus guacamaia
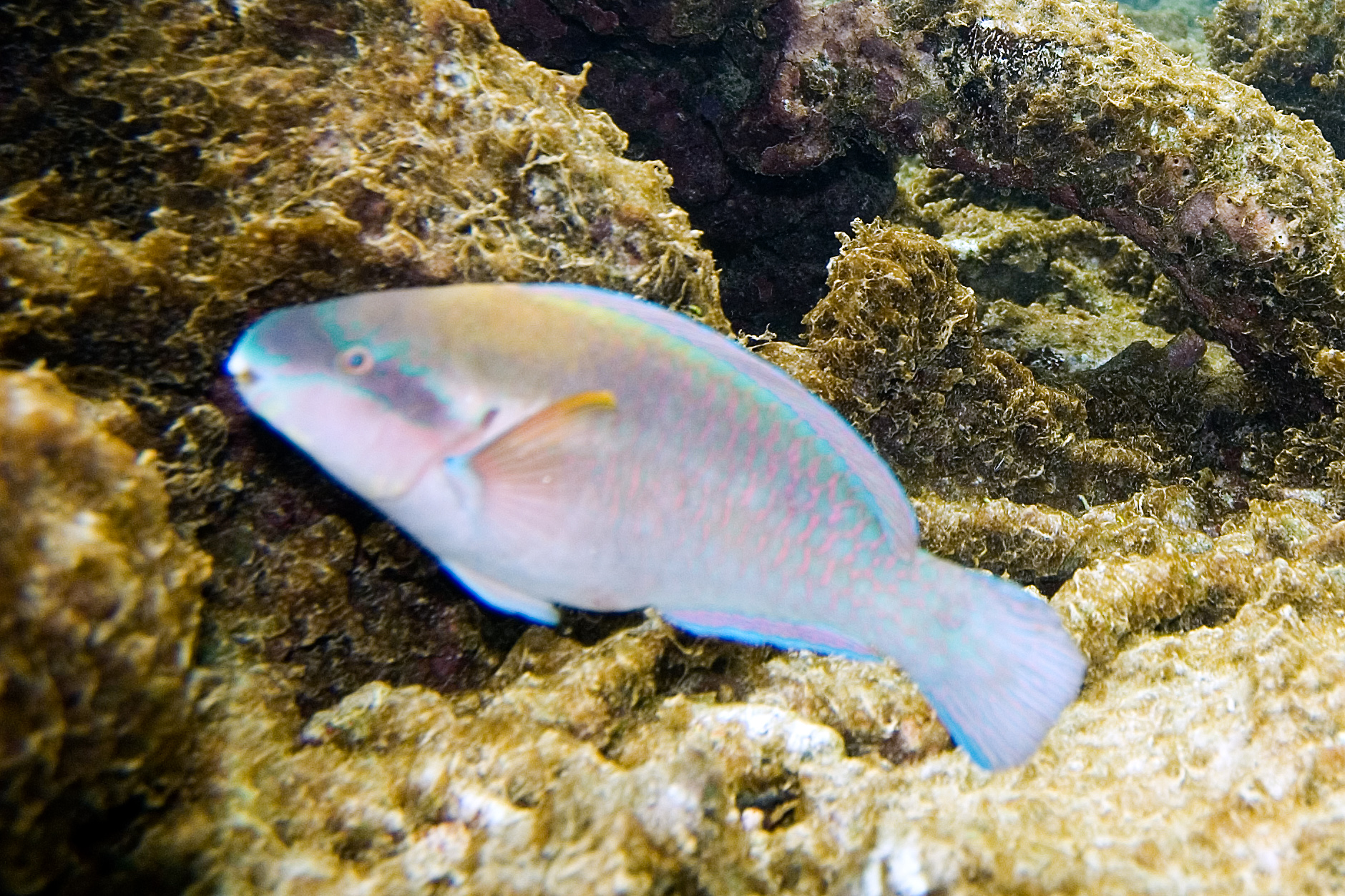
Scarus iseri
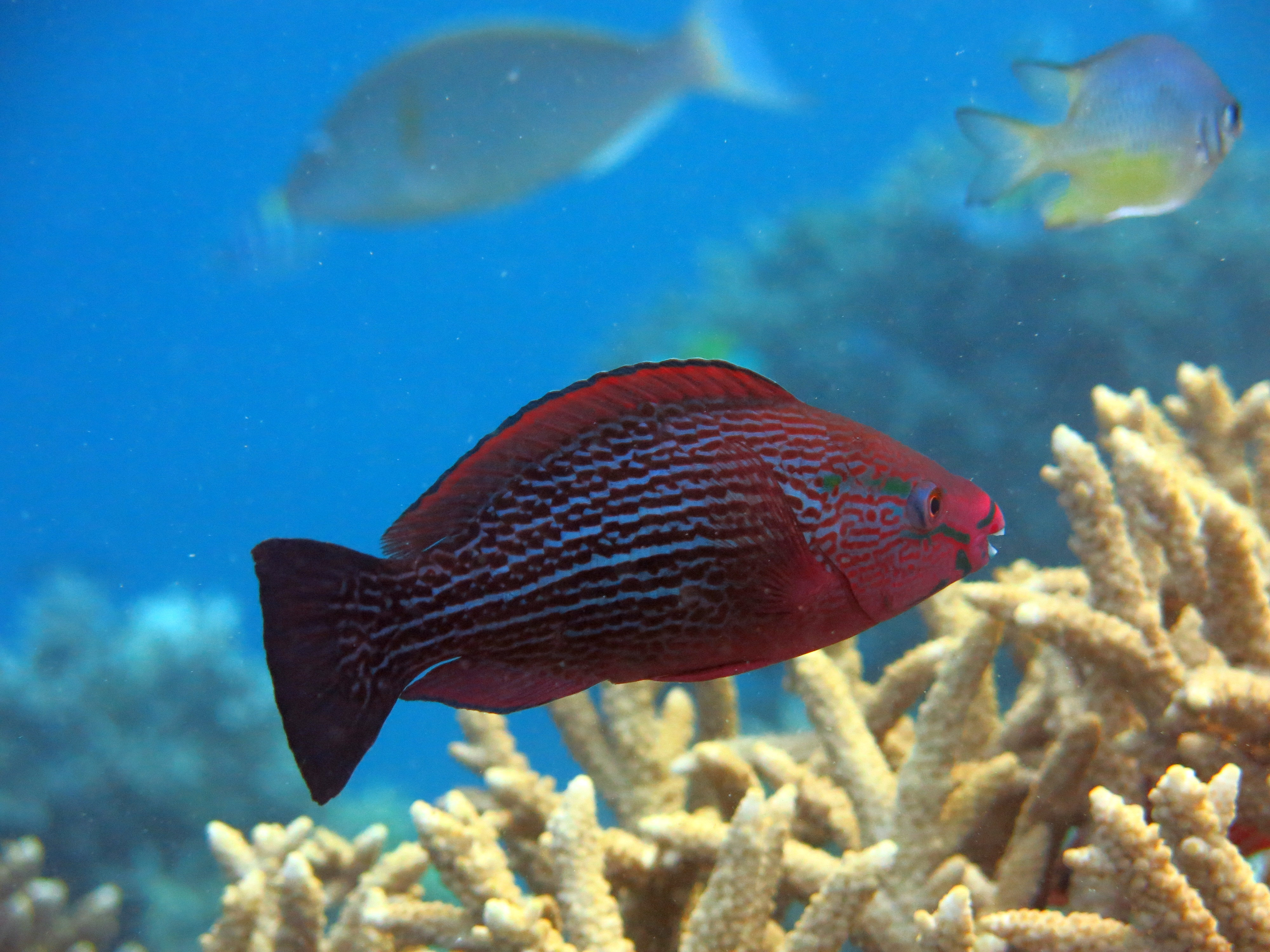
Scarus niger (femelle)
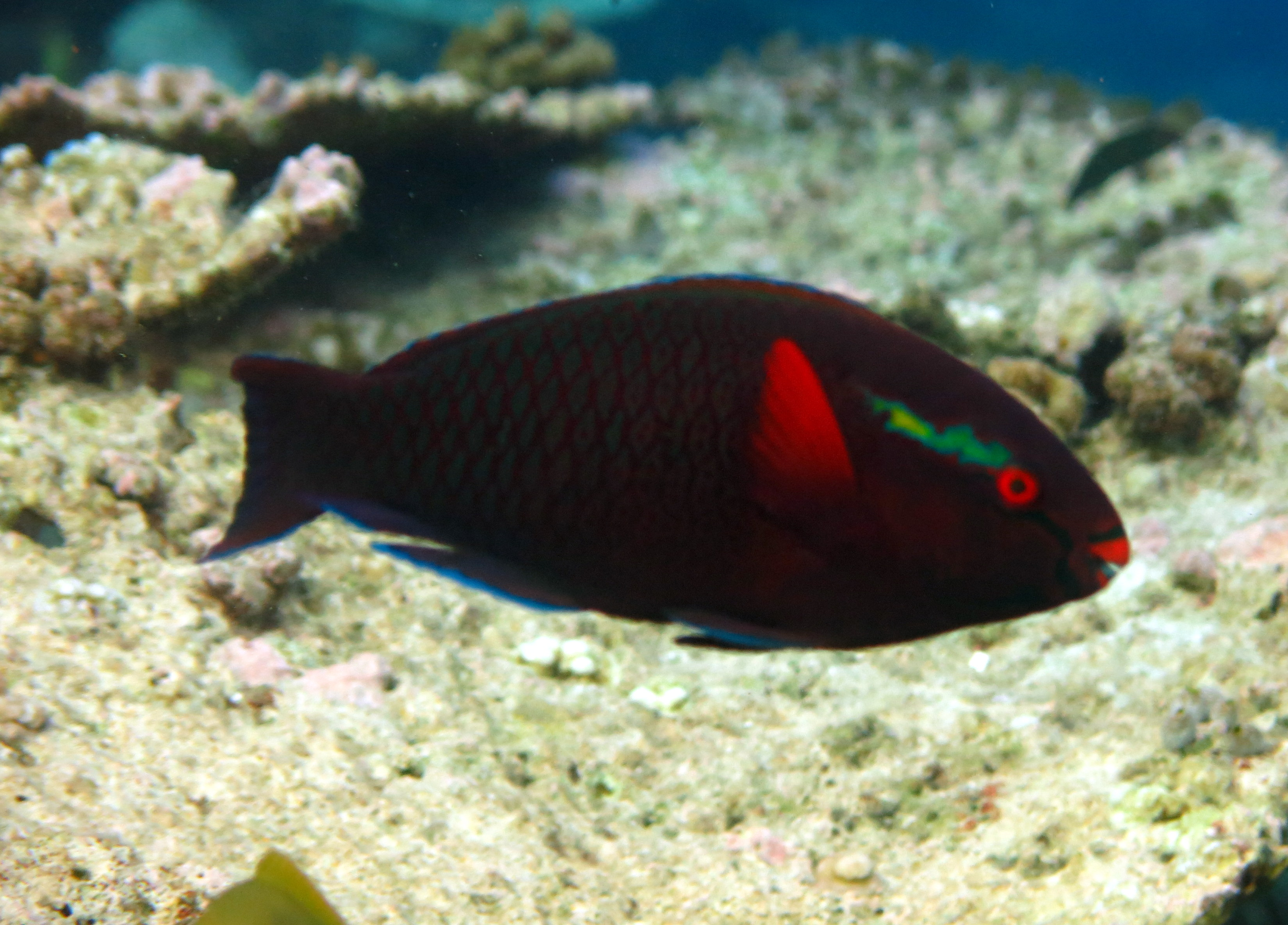
Scarus niger (mâle)
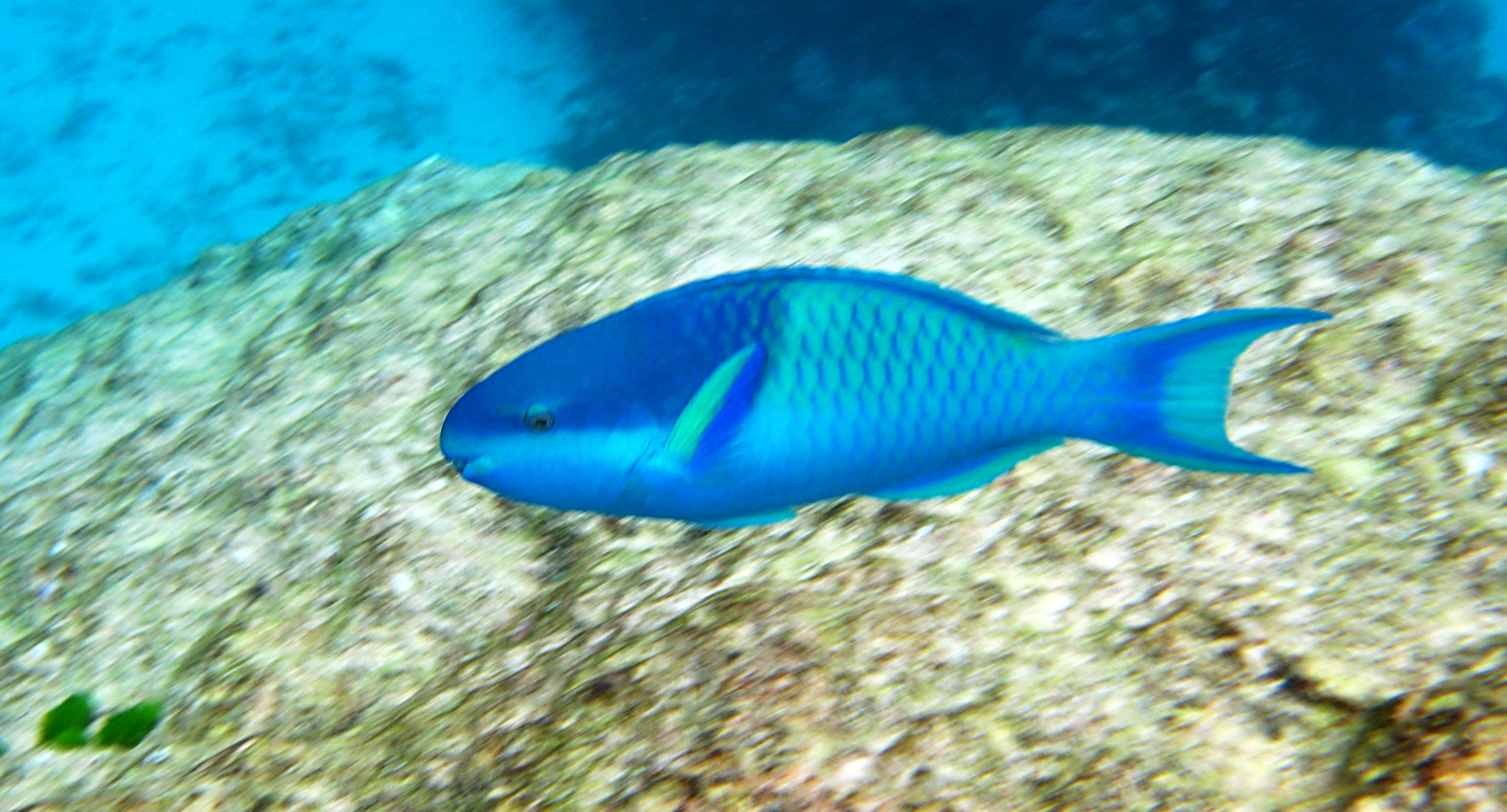
Scarus oviceps
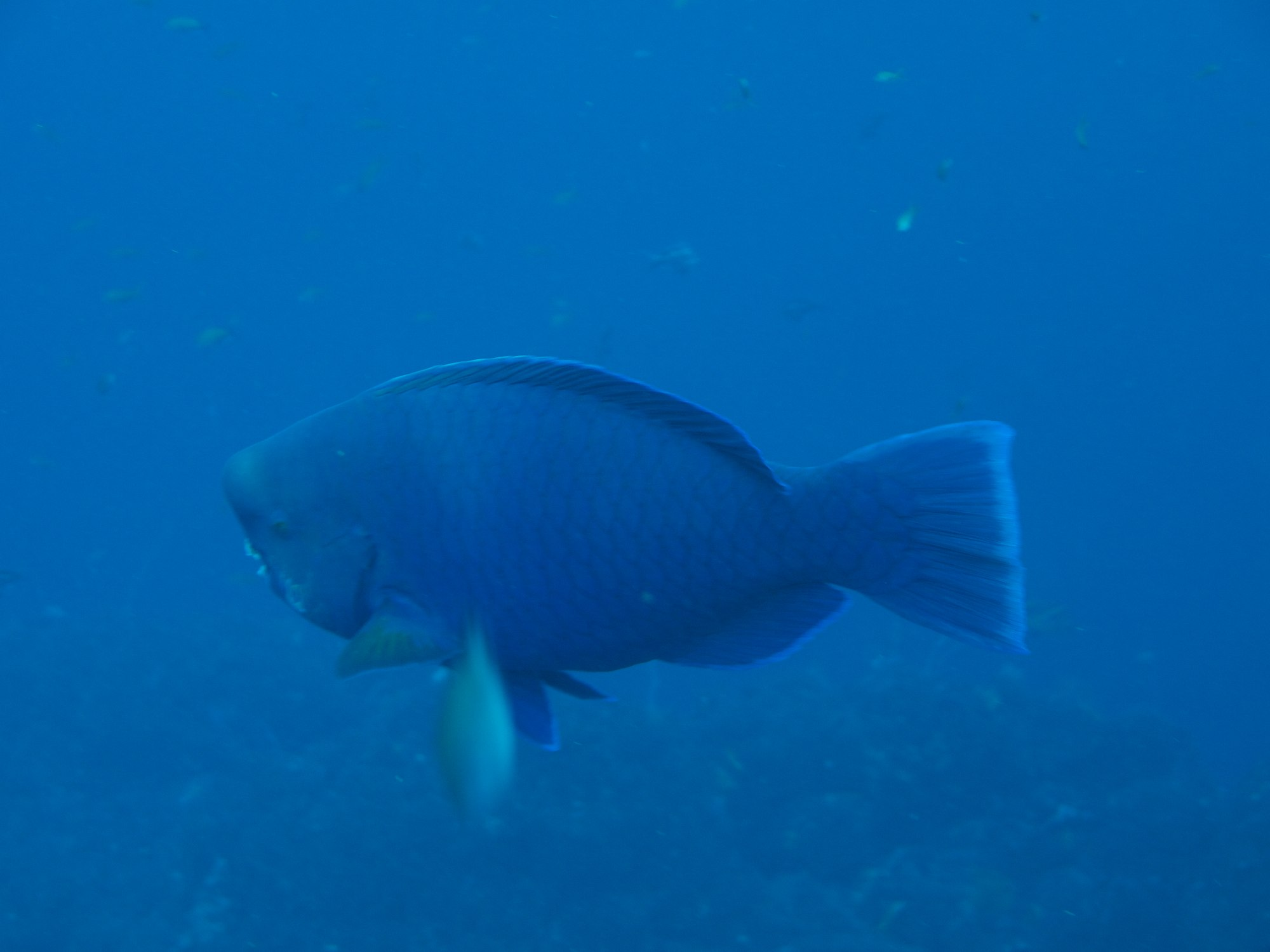
Scarus ovifrons
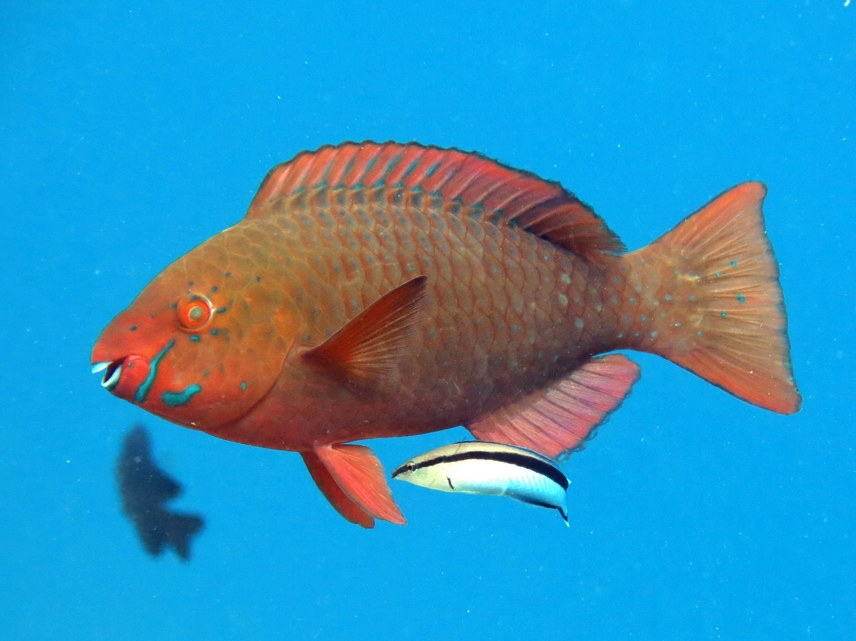
Scarus prasiognathos femelle
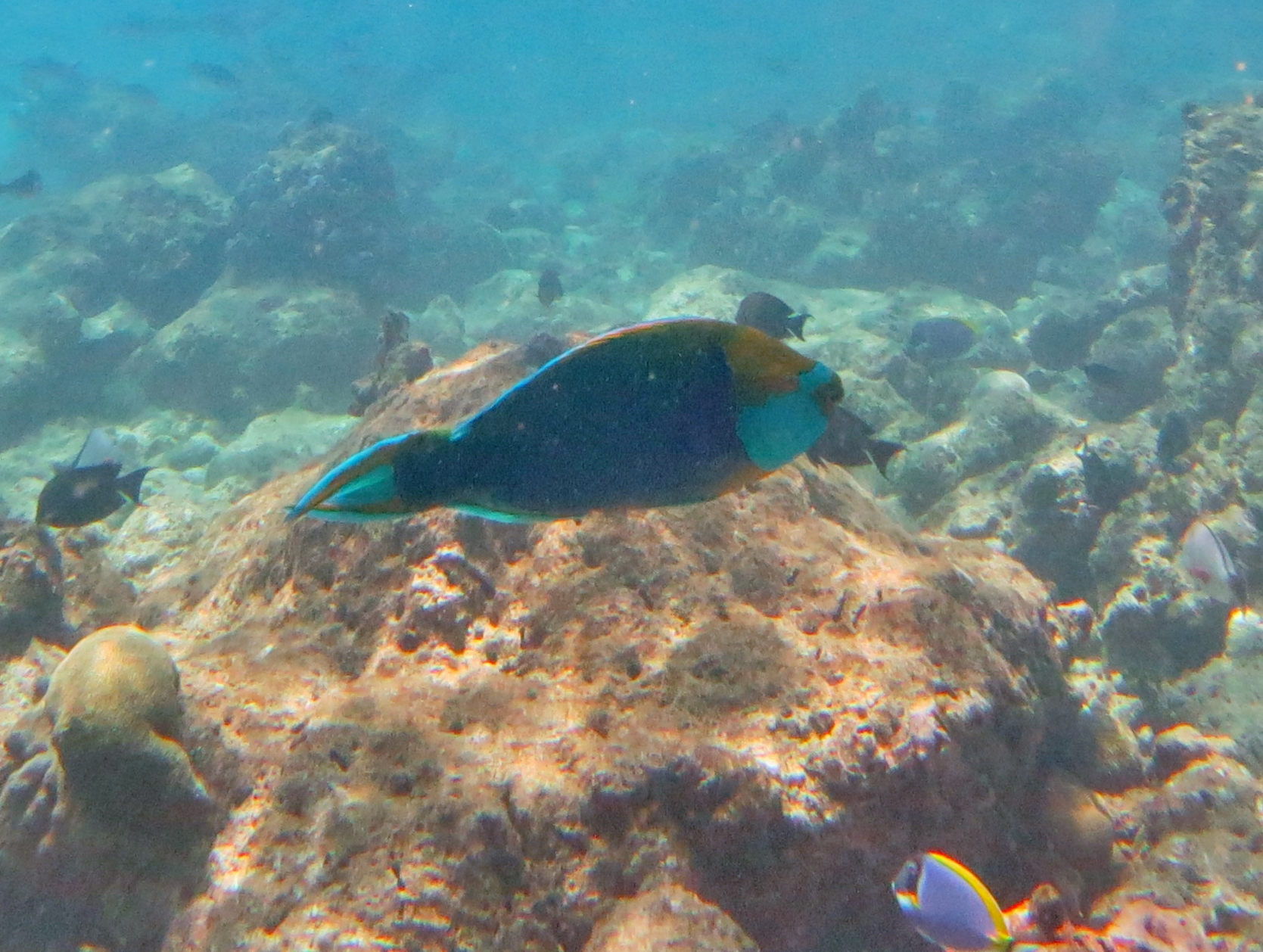
Scarus prasiognathos mâle
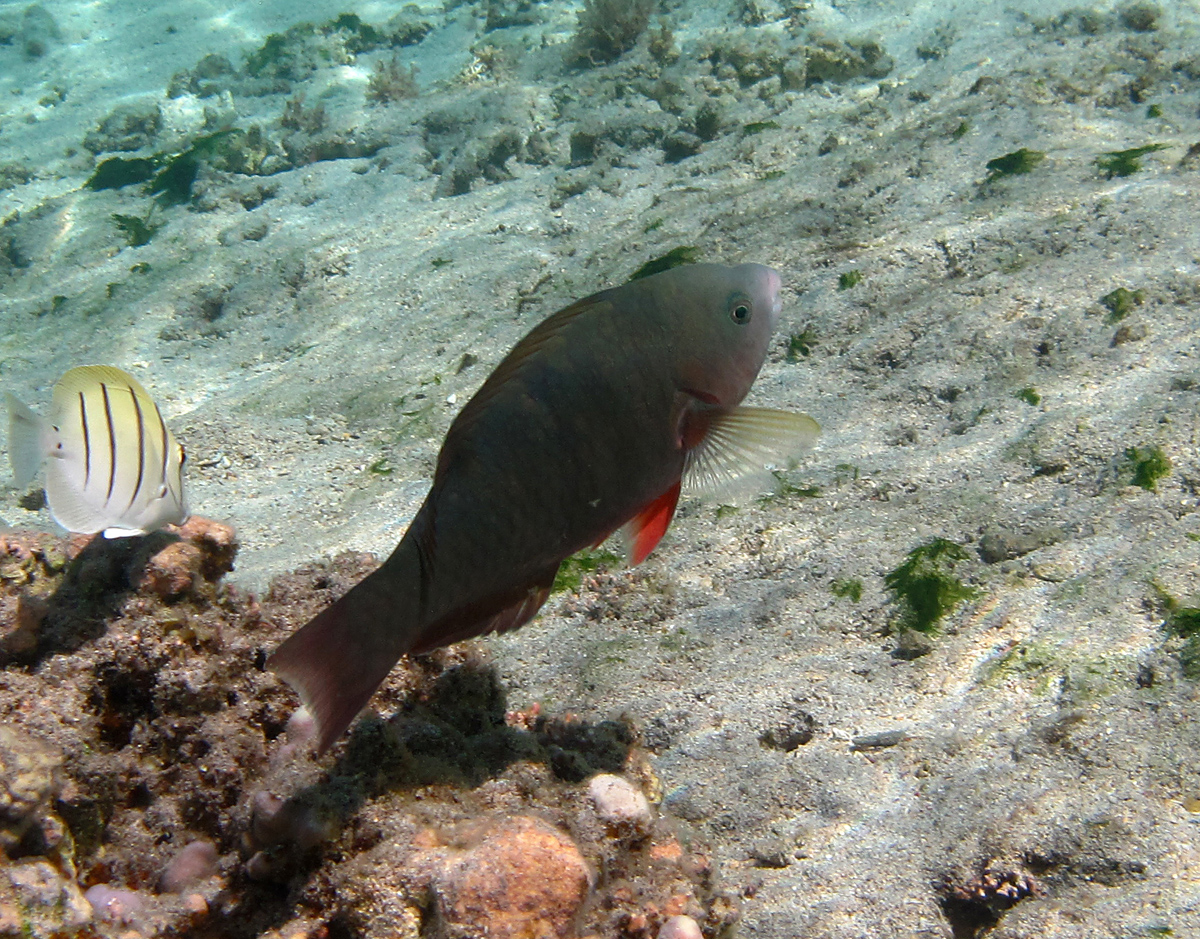
Scarus psittacus femelle
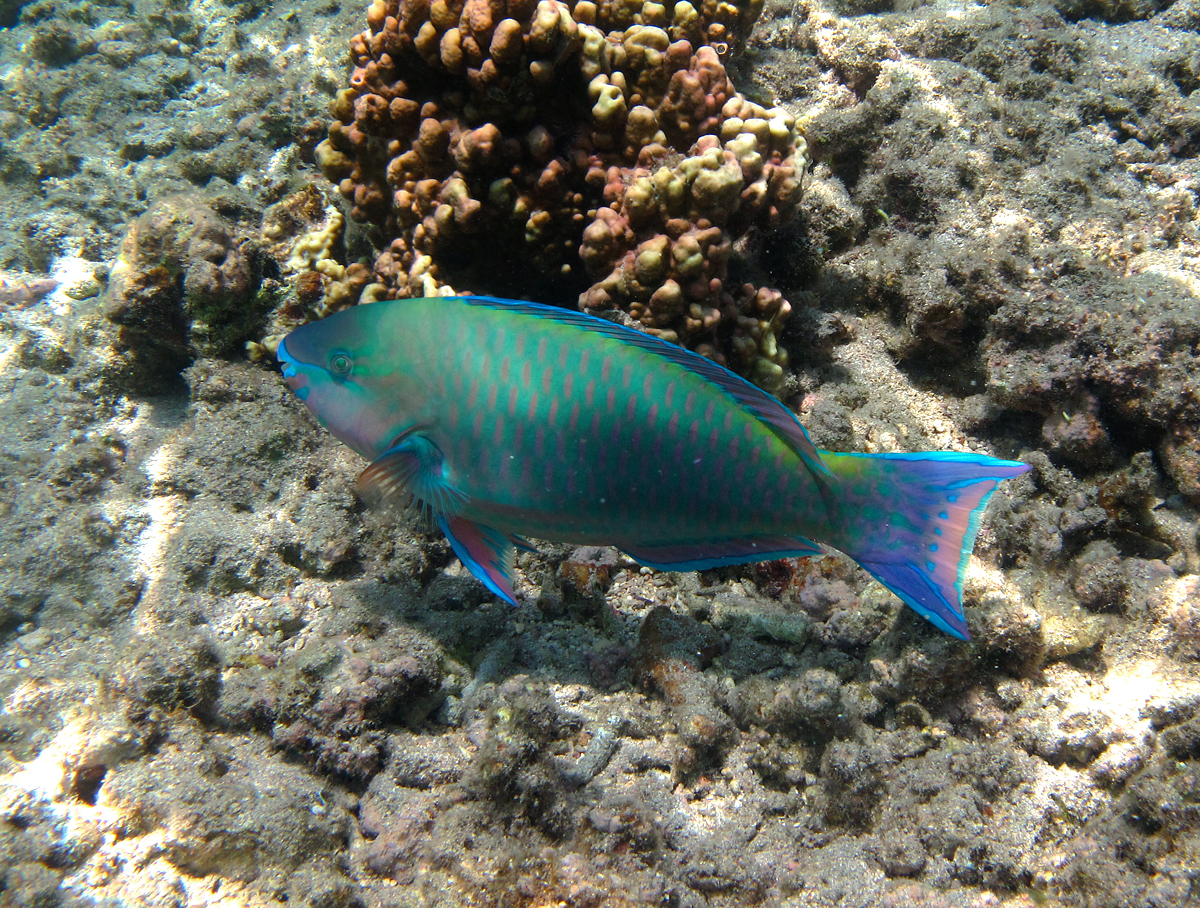
Scarus psittacus mâle
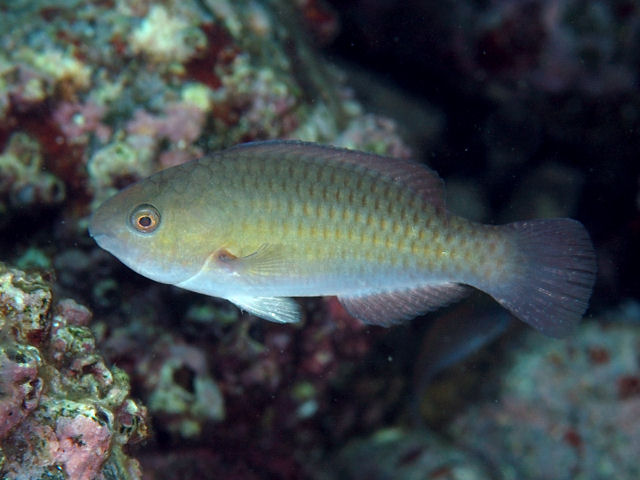
Scarus rivulatus femelle
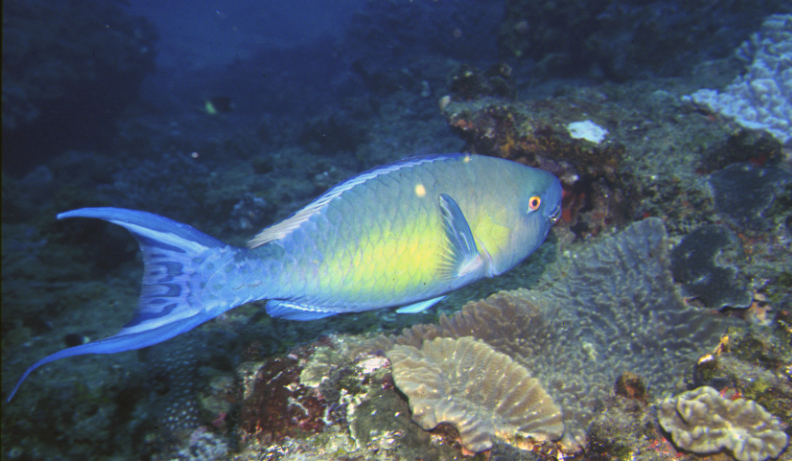
Scarus rubroviolaceus
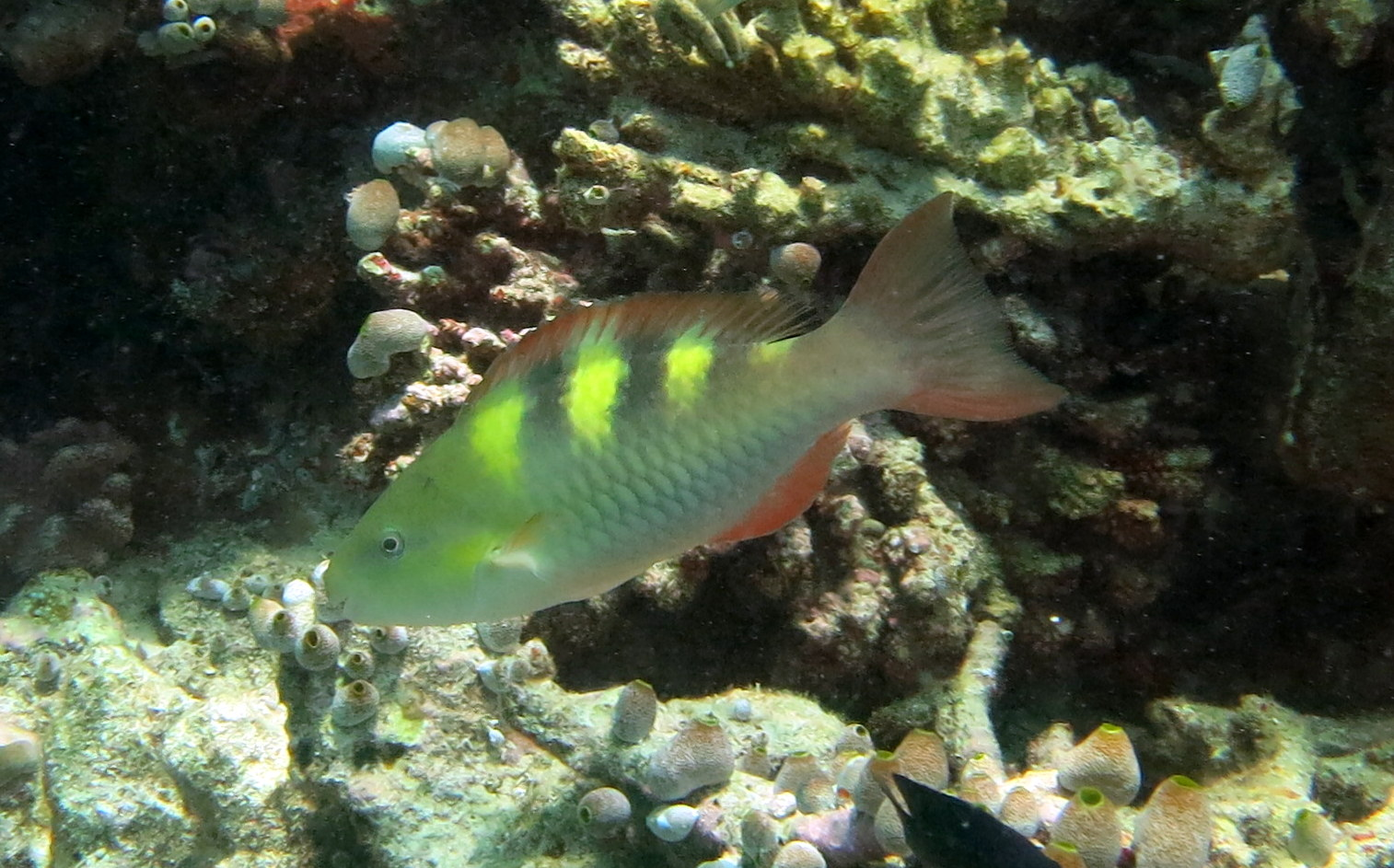
Scarus scaber femelle
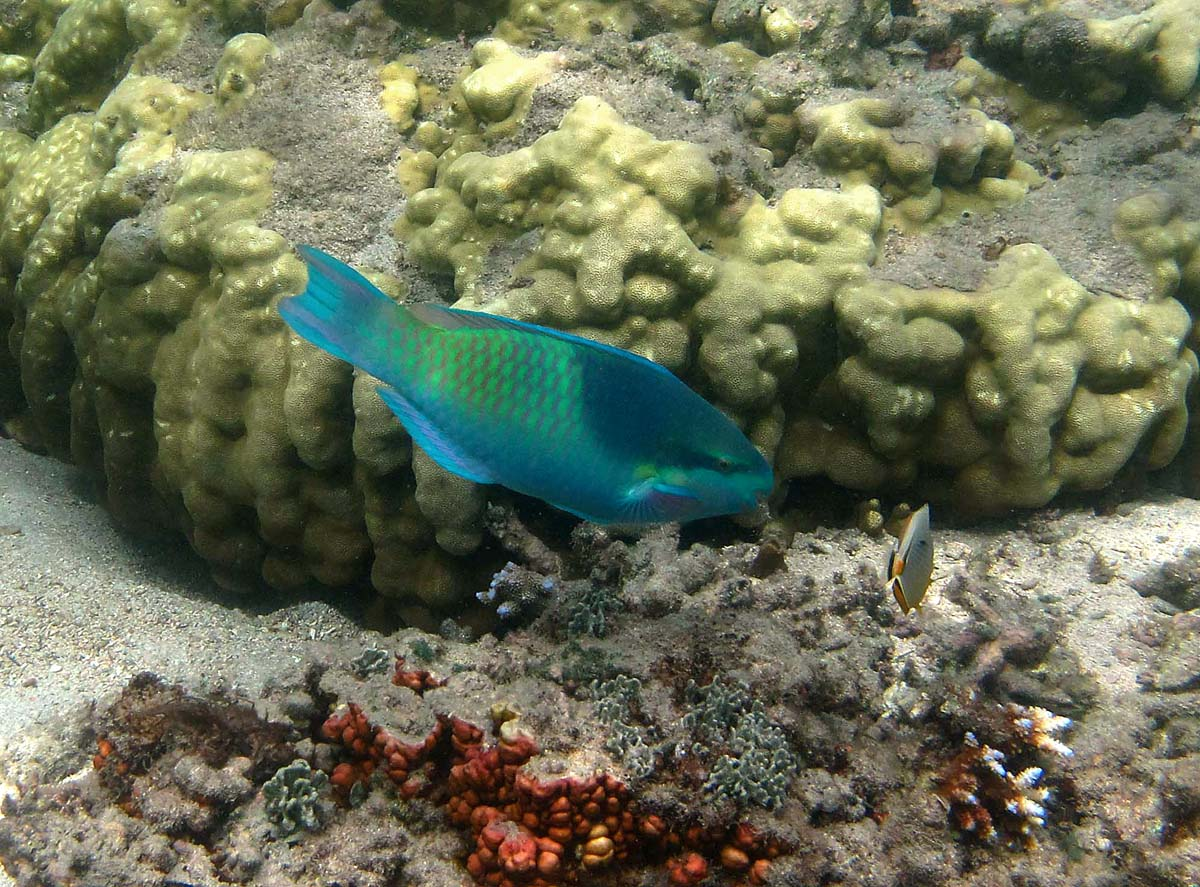
Scarus scaber mâle
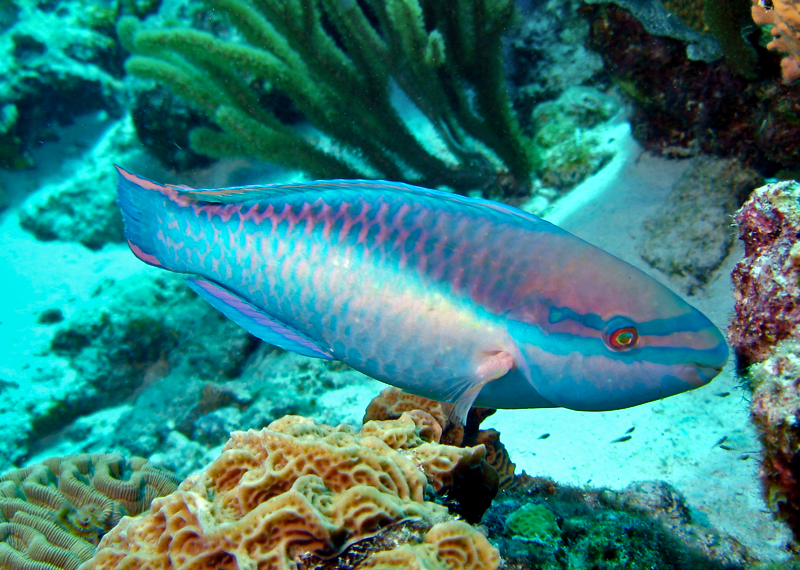
Scarus taeniopterus
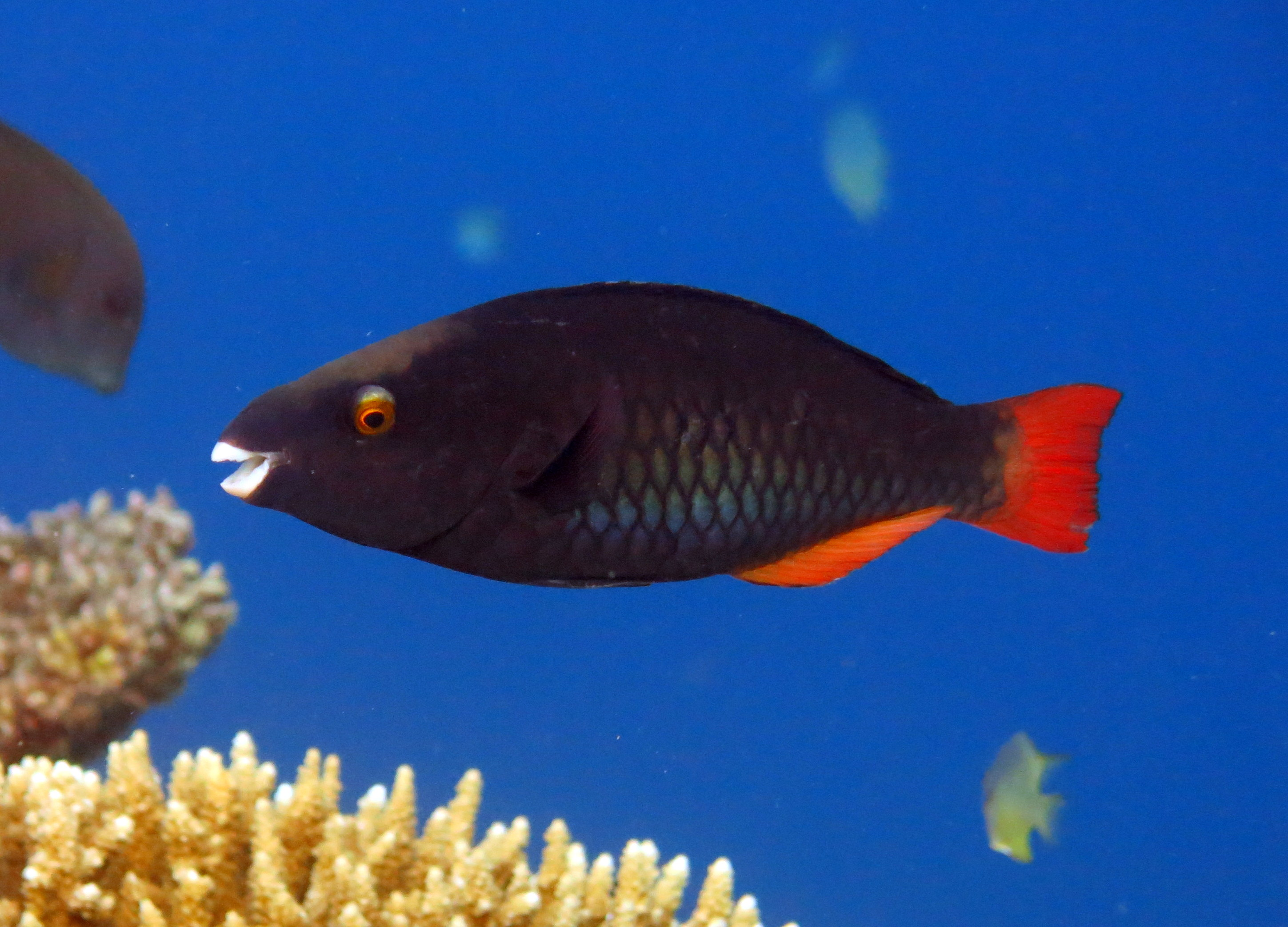
Scarus tricolor femelle
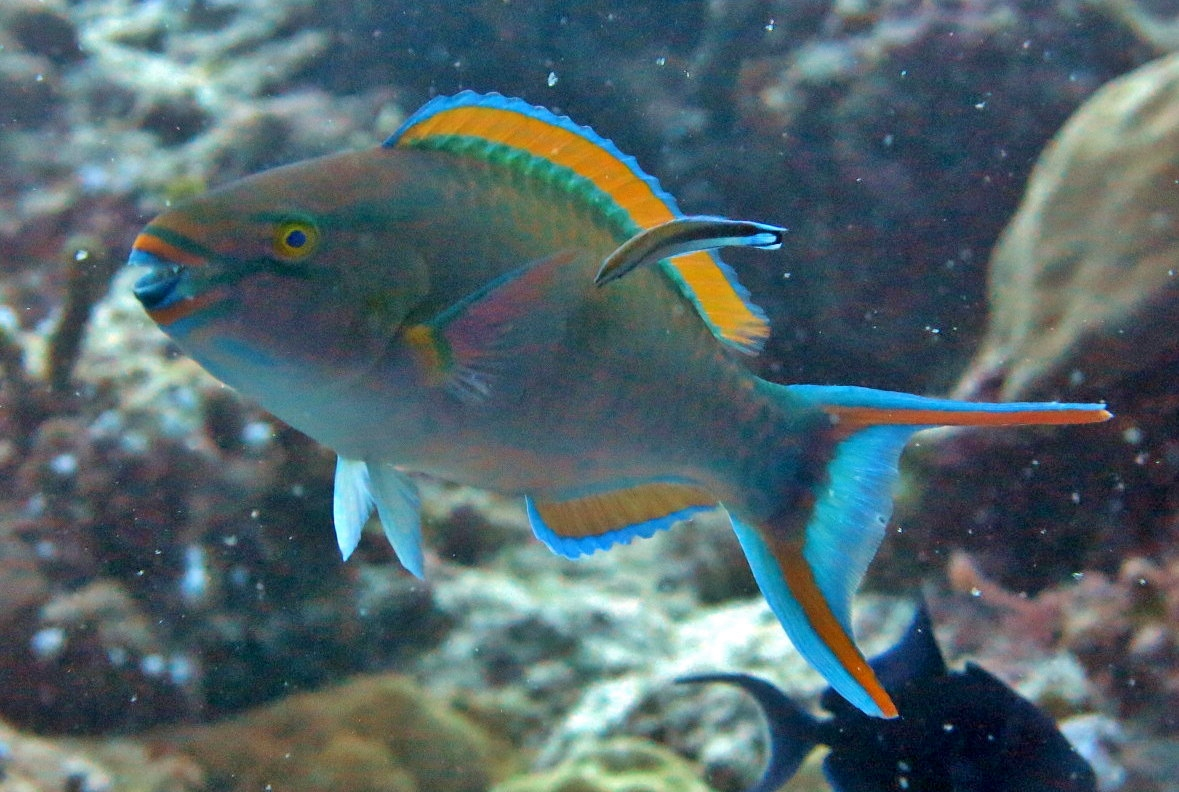
Scarus tricolor mâle
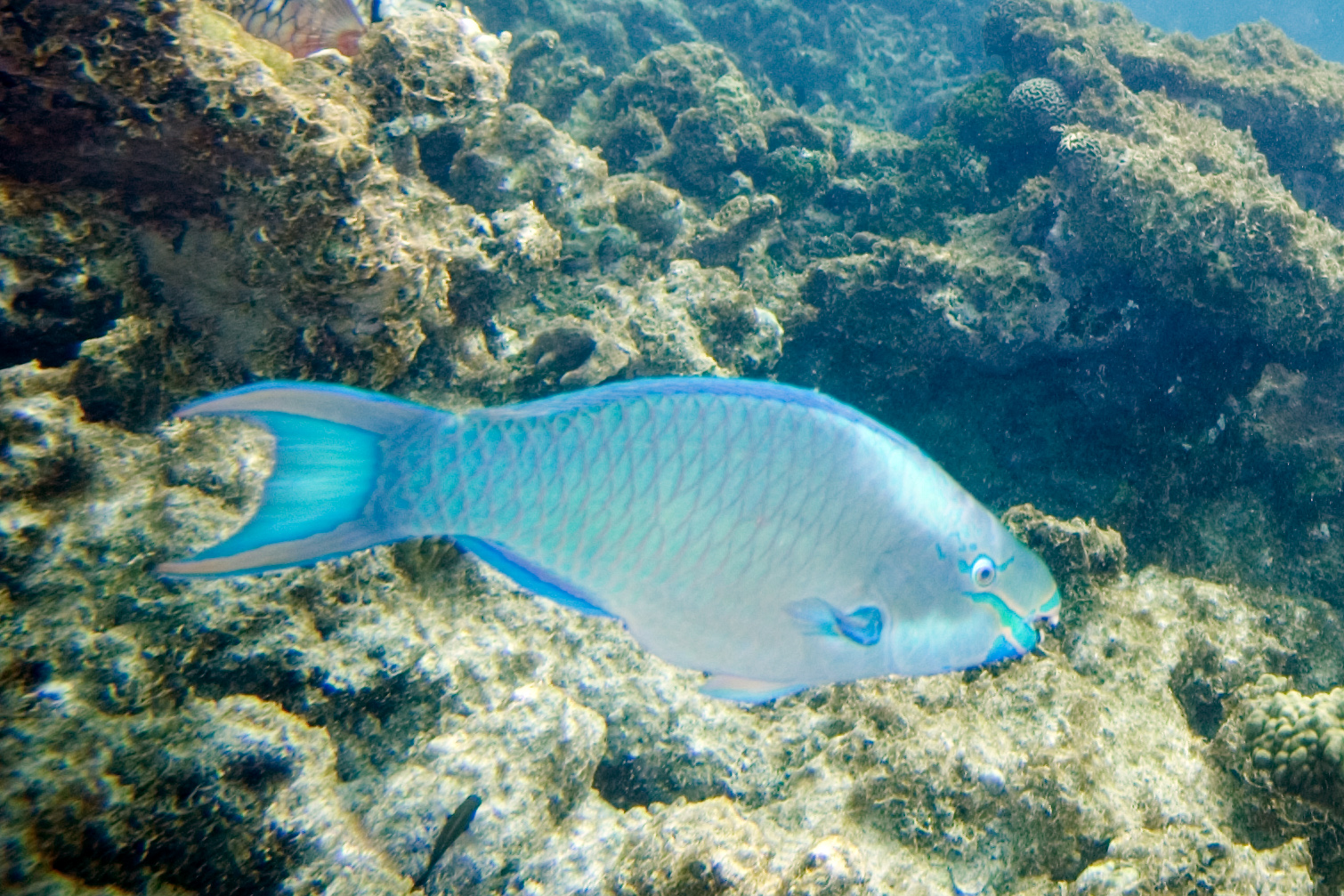
Scarus vetula